# Kongsberg Maritime
Kongsberg Maritime (KM) – norweskie przedsiębiorstwo technologiczne w ramach Grupy Kongsberg (KOG). Kongsberg Maritime dostarcza systemy do pozycjonowania, pomiarów, nawigacji i automatyzacji na statkach handlowych i instalacjach morskich. Ich najbardziej znane produkty są wykorzystywane w systemach dynamicznego pozycjonowania, morskich systemach automatyki i nadzoru, automatyzacji procesów, nawigacji satelitarnej i hydroakustyce. 

## Historia
Historia Kongsberg Maritime sięga 1946 roku. Simonsen Radio, później Simrad został założony 31 grudnia tego roku. Pierwszym produktem był telefon radiowy dla floty rybackiej. Pierwsza echosonda dla komercyjnej floty rybackiej pojawiła się na rynku w 1950 roku. Pierwszy system alarmowy był gotowy w 1959 r. Kongsberg Maritime przez lata wchłonął wiele znanych firm związanych z morzem i offshore, w tym: 
- Autronica
- Consultas
- Contros
- Embient
- Geoakustyka
- Hydroid Inc.
- KonMap
- Kongsberg Mesotech
- NorControl
- Rolls-Royce Commercial Marine
- Seatex
- Simrad

Firma macierzysta Kongsberg Gruppen została założona 20 marca 1814 roku jako Kongsberg Vaabenfabrik (KV) (dosł.: „Fabryka broni Kongsberg”). 

## Produkty
Główne obszary produktów Kongsberg Maritime to: 
- Systemy pokładowe 
Obejmuje kompletne sejsmiczne systemy pokładowe, kontrolę kabli sejsmicznych, żurawie morskie i przybrzeżne oraz monitorowanie lądowiska dla śmigłowców.
- Dynamiczne systemy pozycjonowania 
Systemy sterowania, które umożliwiają utrzymanie statku / platformy w tej samej pozycji w trudnych warunkach pogodowych.
- Systemy nawigacyjne 
Radary, systemy map cyfrowych (ECDIS), systemy sterowania i zintegrowany sprzęt nawigacyjny do mostka kapitańskiego
- Hydroakustyka, echosondy i sonary 
Zaawansowane produkty hydroakustyczne do pomiarów na dnie morskim, komunikacji podmorskiej i pozycjonowania.
- Autonomiczne pojazdy i systemy podwodne 
Wolno pływające autonomiczne pojazdy podwodne charakteryzujące się dużą zwrotnością i wysoką dokładnością do zastosowań cywilnych i wojskowych. Obejmuje linie produktów HUGIN, MUNIN, REMUS i SEAGLIDER.
- Morskie systemy automatyki i nadzoru 
Systemy nadzoru i kontroli silników, ładunku i napędu na statkach.
- Czujniki ruchu, GPS, AIS i systemy odniesienia pozycji 
Automatyczne systemy do rejestrowania identyfikacji, pozycji, ruchu i ładunku statku (AIS - Automatic Identification Systems). Systemy pozycjonowania satelitarnego GPS.
- Systemy morskie 
Akustyczne systemy monitorowania i śledzenia, systemy bezpieczeństwa wewnętrznego, transpondery sonarów morskich i pingery.
- Czujniki i nadajniki 
Czujniki do pomiaru temperatury, ciśnienia, poziomu w zbiorniku, ruchu i rozpuszczonych gazów.
- Sprawdzenie zbiornika 
Systemy do pomiaru, monitorowania i kontroli płynnych ładunków.
- Systemy kamer podwodnych i trudnych w środowisku 
Podwodne aparaty fotograficzne, technologie obrazowania i produkty dla morskich platform wiertniczych, naukowego, morskiego i morskiego.